# 奥列格·科列斯尼科夫
奥列格·阿列克谢耶维奇·科列斯尼科夫（羅馬化：Oleg Alekseyevich Kolesnikov；1968年9月11日—）是俄罗斯政治人物，第五届、第六届、第七届和第八届国家杜马的代表。
1989年，科列斯尼科夫开始从商，先是担任证券交易所的助理经纪人，后担任副主任。1996年至1998年，他在车里雅宾斯克药房网络“Klassika”担任商业和经济助理。2005年，他代表俄罗斯自由民主党当选车里雅宾斯克州立法议会代表。2007年，他成为车里雅宾斯克州选区第五届国家杜马代表。2011年，他离开俄罗斯自由民主党，成为统一俄罗斯党成员。2011年、2016年、2021年，他分别连任第六届、第七届、第八届国家杜马议员。

## 制裁
科列斯尼科夫于2022年因俄乌战争而受到英国政府制裁。